# Шеремет Артем Валерійович
Арте́м Вале́рійович Шереме́т  — старший солдат Збройних Сил України, учасник російсько-української війни, що загинув у ході російського вторгнення в Україну в 2022 році.

## Життєпис
Артем Шеремет народився 25 вересня 1990 року в селі Жовідь Сновського району Чернігівської області. Після закінчення Городнянської загальноосвітньої школи брав участь у війні на сході України, одержав статус учасника бойових дій в зоні АТО/ООС. З початком російське вторгнення в Україну одним із перших пішов на фронт. Військову службу проходив у складі 95-ї окремої десантно-штурмової бригади Десантно-штурмових військ Збройних сил України. Загинув 9 березня 2022 року під час бою біля села Лукашівка Чернігівського району. Майже місяць через постійні обстріли не було можливості вивезти тіло загиблого. Поховання загиблого відбулося 6 квітня 2022 року в рідному селі. Траурний кортеж з тілом Артема Шеремета проводжали у Городні, Сновську та селах Сновщини.

## Родина
Був єдиним сином у сім'ї. У нього залишилися батьки та бабуся.

## Нагороди
- Орден «За мужність» III ступеня (2022, посмертно) — за особисту мужність і самовіддані дії, виявлені у захисті державного суверенітету та територіальної цілісності України, вірність військовій присязі [3].